# Golpe de Estado na Guiné-Bissau em 2003
O golpe de Estado na Guiné-Bissau em 2003 foi um golpe militar sem derramamento de sangue ocorrido na Guiné-Bissau em 14 de setembro de 2003, liderado pelo general Veríssimo Correia Seabra contra o então presidente Kumba Ialá. Seabra referiu-se à "incapacidade" do governo de Ialá como justificativa para o golpe de Estado, juntamente com uma economia estagnada, instabilidade política e descontentamento militar em relação aos salários não pagos.  Ialá anunciou publicamente sua renúncia em 17 de setembro  e um acordo político assinado naquele mês o proibiu de participar da política por cinco anos. Um governo de transição liderado por civis, chefiado pelo empresário Henrique Rosa e pelo secretário-geral do Partido para a Renovação Social, Artur Sanhá, foi estabelecido no final de setembro.